# 史基浦機場車站
史基浦機場車站（荷蘭語：Station Schiphol Airport）位於荷蘭北荷蘭省哈莱默梅尔，阿姆斯特丹史基浦機場下方，屬於荷蘭鐵路，主要負責史基浦機場的機場聯絡軌道系統。最初的車站啟用於1978年12月21日，而現在的車站於1995年開放。
在2015年12月12日以前，車站名稱為史基浦車站。在印刷出版物（時間表、發車時間表、工作通知等）中，車站名稱帶有飛機符號（Schiphol ）；自2015年12月13日起，該站被更名為史基浦機場車站，“机场”一词使用英语Airport而非荷兰语luchthaven，并删去飞机符号，以增加國際旅客的識別度。

## 目的地
史基浦機場車站每小時提供數班連接阿姆斯特丹中央車站的列車，並提供前往荷蘭其他主要城市的城際運輸，包括萊頓、海牙、鹿特丹、烏得勒支、埃因霍溫、阿默斯福特、阿爾梅勒、萊利斯塔德、阿珀爾多倫、代芬特爾、恩斯赫德、格羅寧根、呂伐登、奈梅亨和茲沃勒。

## 圖片集
- 舊車站，於1995年拆除
- 地下月台